# ماریسیو وارگاس

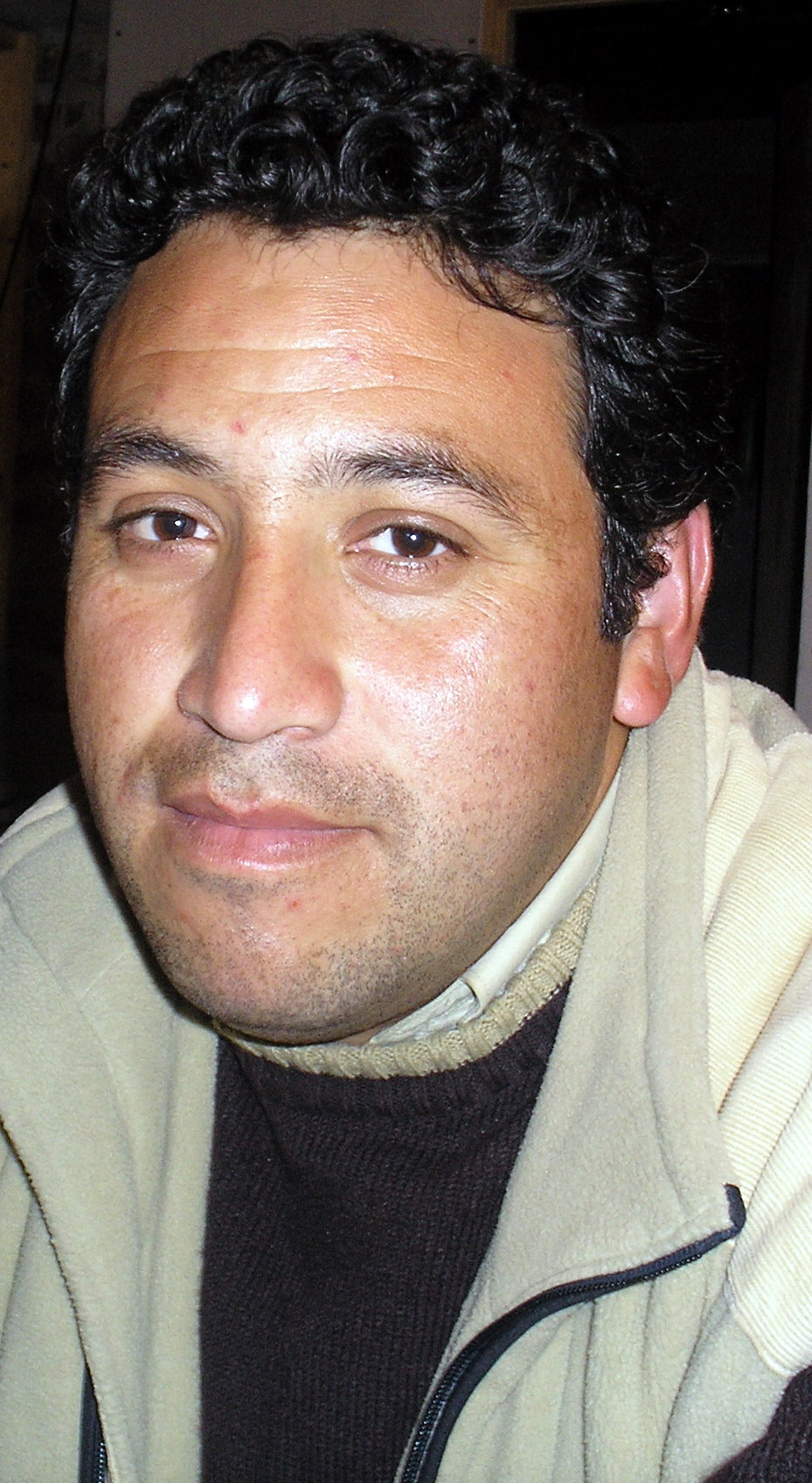
ماریسیو انتونیو وارگاس

ماریسیو انتونیو وارگاس ولیگاس (به اسپانیایی: Mauricio Antonio Vargas Villegas) یک سیاستمدار اهل شیلی از پیچیلمو است.
وارگاس به عنوان رئیس شورای محلی Infiernillo انتخاب شده‌است.